# Burgtheater (Film)
Burgtheater ist ein österreichischer Film des Jahres 1936. Diese dem Wiener Film zuzuordnende Produktion war die erste von Willi Forsts neu gegründeter Filmgesellschaft. Das Burgtheater in Wien ist der wichtigste Schauplatz. Die Hauptrollen sind mit Werner Krauß, Hortense Raky, Willy Eichberger, Olga Tschechowa und Hans Moser besetzt. 

## Handlung
Der Film spielt in Wien um 1900. Der berühmte Burgschauspieler Friedrich Mitterer sieht in der Kirche die Schneidermeisterstochter Leni Schindler beim Gebet und verliebt sich in sie. Diese aber liebt den unbekannten jungen Schauspieler Josef Rainer, der bei ihren Eltern als Untermieter wohnt.
Als Leni eine Einladungskarte für Mitterer zu einem Empfang im Hause Seebach bei der Baronin entdeckt, gibt sie diese an Rainer weiter, der nun anstelle Mitterers bei der Baronin erscheint. Diese ist zwar enttäuscht, stellt ihn dann aber geistesgegenwärtig ihren Gästen als Neuentdeckung vor und verschafft ihm in der Folge eine kleine Rolle am Burgtheater.
Als der eifersüchtige Ehemann der Baronin gewahr wird, dass seine Frau sich in Rainer verliebt hat, kommt es zu einem Skandal, in dessen Folge Rainer vom Burgtheater gekündigt wird. Als dieser sich daraufhin umbringen will, wird er von Mitterer davon abgehalten, der erkannt hat, dass Leni und Rainer zusammengehören.

## Produktion und Hintergrund
Die Erstaufführung des Films fand am 13. November 1936 im Gloria-Palast in Berlin statt. In Österreich wurde Burgtheater erstmals am 21. Dezember 1936 im Buschkino in Wien aufgeführt.
Berühmt wurde die Filmmusik von Peter Kreuder, deren ernste Phasen der 4. Sinfonie von Anton Bruckner entlehnt wurden. Die bekannteste Melodie Sag beim Abschied leise Servus wird von Willi Forst, Liane Augustin und Lolita gesungen und geht auf eine Polka aus der Operette Blindekuh von Johann Strauss (Sohn) zurück. Kreuder machte daraus einen langsamen Walzer, dessen Text von Harry Hilm stammt. Das Lied avancierte zum Evergreen. Die Bauten und Szenenbilder stammen von Kurt Herlth, Werner Schlichting und Emil Stepanek.
O. W. Fischer, der einen Schauspieler am Burgtheater verkörperte, gab in diesem Film sein Debüt in einem Spielfilm. Willy Eichberger, der seinen Namen für die englische Presse in Carl Esmond geändert hatte, kehrte 1935 für vier Filme in den deutschsprachigen Raum zurück und spielte dort wieder unter seinem hier bekannten Namen Willy Eichberger.

## DVD
Der Film erschien am 4. August 2011 auf DVD, Anbieter Kinowelt GmbH.

## Kritik
„Treffliche Darstellung des Theatermilieus, sensible Charakterzeichnung und eine unaufdringliche Komik, die den Ansätzen zur Sentimentalität die Spitze abbricht, machen den hervorragend gespielten Film sehenswert.“

„Die rührende Geschichte vom großen Schauspieler, der um seiner Kunst willen der Liebe entsagt, gehört in die Welt von gestern.“